# Grube (Potsdam)
Grube è un quartiere della città tedesca di Potsdam.

## Storia
Già comune autonomo, fu annesso alla città di Potsdam il 20 settembre 1993.

## Monumenti e luoghi d’interesse
Chiesa (Dorfkirche)A pianta rettangolare con una torre sul lato occidentale, fu costruita nel 1746.